# Passiflora monadelpha
Passiflora monadelpha är en passionsblomsväxtart som beskrevs av P.M. Jørgensen och L.B. Holm-nielsen. Passiflora monadelpha ingår i släktet passionsblommor, och familjen passionsblomsväxter. Inga underarter finns listade i Catalogue of Life.